# Flugplatz Stockerau
Flugplatz Stockerau är ett sportflygfält i Österrike.   Den ligger i distriktet Korneuburg och förbundslandet Niederösterreich, i den nordöstra delen av landet, 26 km nordväst om huvudstaden Wien. Flygplatsen ligger 205 meter över havet.